# Antoon Van Ysendyck
Antoon Van Ysendyck (Antwerpen, 13 januari 1801 – Brussel, 14 oktober 1875) was een Belgisch kunstschilder uit de romantiek.

## Levensloop
Van Ysendyck was leerling van F. Delin en van de Antwerpse Kunstacademie. Vanaf 1816 studeerde hij bij Jean-Baptiste Van Hool en vanaf 1818 bij Mattheus Ignatius van Bree.
In 1819 werd hij primus voor het vak "tekenen naar levend model". In 1822 maakte hij een reis door Holland. In 1823 was hij laureaat van de Romeprijs voor Schilderkunst. Met zijn reisbeurs trok hij naar Parijs (1824) en Italië (1825-1828).
Van 1828 tot 1838 woonde hij in Parijs. In 1840 werd hij aangesteld als directeur van de Academie van Bergen. Hij behield die functie tot in 1856.
Hij had twee zonen:
- Jules-Jacques (Parijs, 1836 - Ukkel, 1901) die architect werd;
- Léon-Jean (Bergen, 1841 – Sint-Joost-ten-Node 1868) die zoals zijn vader kunstschilder werd.

Van Ysendyck schilderde portretten, Bijbelse en historische onderwerpen en genretaferelen. Een belangrijk portret is dat van de hertog van Nemours. Historische taferelen waren de Ontvangst in Compiègne van koning Leopold I door koning Louis-Philippe (1832) en de Afkondiging van het tekenen van het Verdrag van Versailles in 1783 (1837). Voor de rooms-katholieke kerk in Schiedam schilderde hij in 1839 twee altaarstukken. Het jaar daarop leverde hij een altaarstuk voor de rooms-katholieke kerk in Delft.

## Tentoonstellingen
- 1822, Salon, Antwerpen
- 1828, Tentoonstelling van Levende Meesters, Amsterdam : « Aristomenes, Koning van Messenie, door een jong meisje uit de gevangenis verlost » en « Een huisgezin uit Sonino op bedevaart »
- 1833, Salon, Douai : "Scène met brigands"
- 1837, Salon, Douai : "De brigand" en "De vrouw van de brigand"
- 1839, Salon, Parijs : « De weldadigheid »
- 1841, Tentoonstelling van Levende Meesters, Utrecht : « Een dame uit de 16de eeuw »
- 1842, Salon, Brussel : « Laat de kinderen tot mij komen », « De geestesvervoering van Sint-Alphonsus van Liguori »

## Musea en verzamelingen
- Antwerpen, Kon. Museum voor Schone Kunsten : Portret van Matthias-Ignace Van Bree (1839), Zelfportret (1861) en « Judith’s smeekbede ».
- Bergen, Museum : Portret van burgemeester Dominique Siraut
- Bergen, Trésor de la Collégiale  Sainte-Waudru  : Sainte-Waudru en haar dochters bezoeken gevangenen.
- Bergen, Gerechtsgebouw
- Bergen, Stadhuis
- Versailles, Kasteel van Versailles

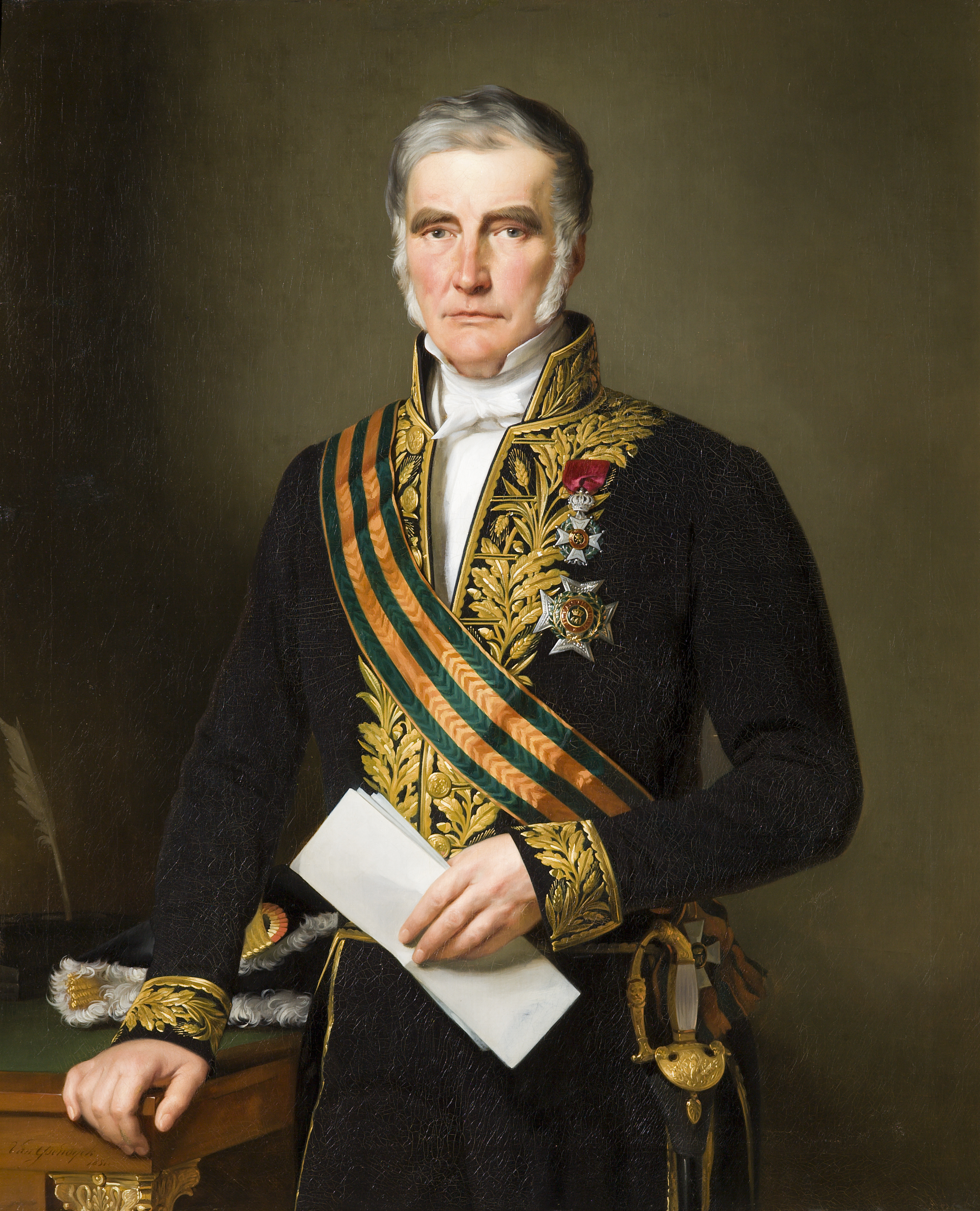
Augustin Dumon
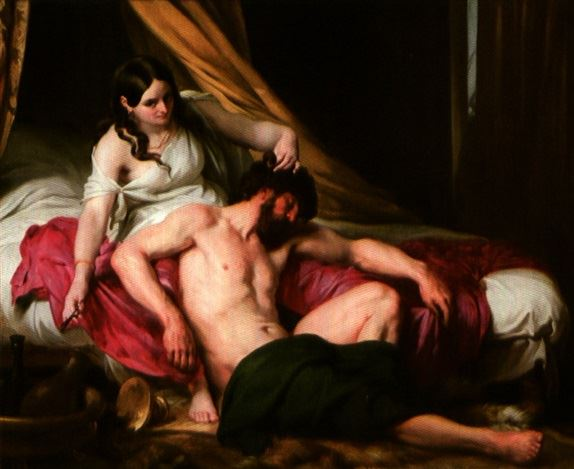
Delilah
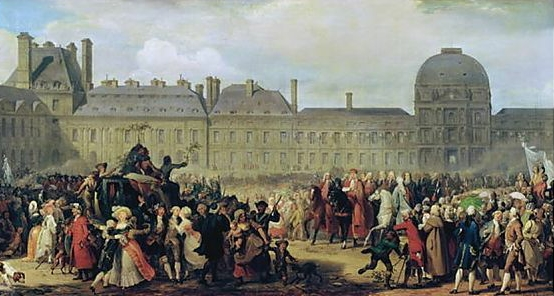
Versailles (1837)
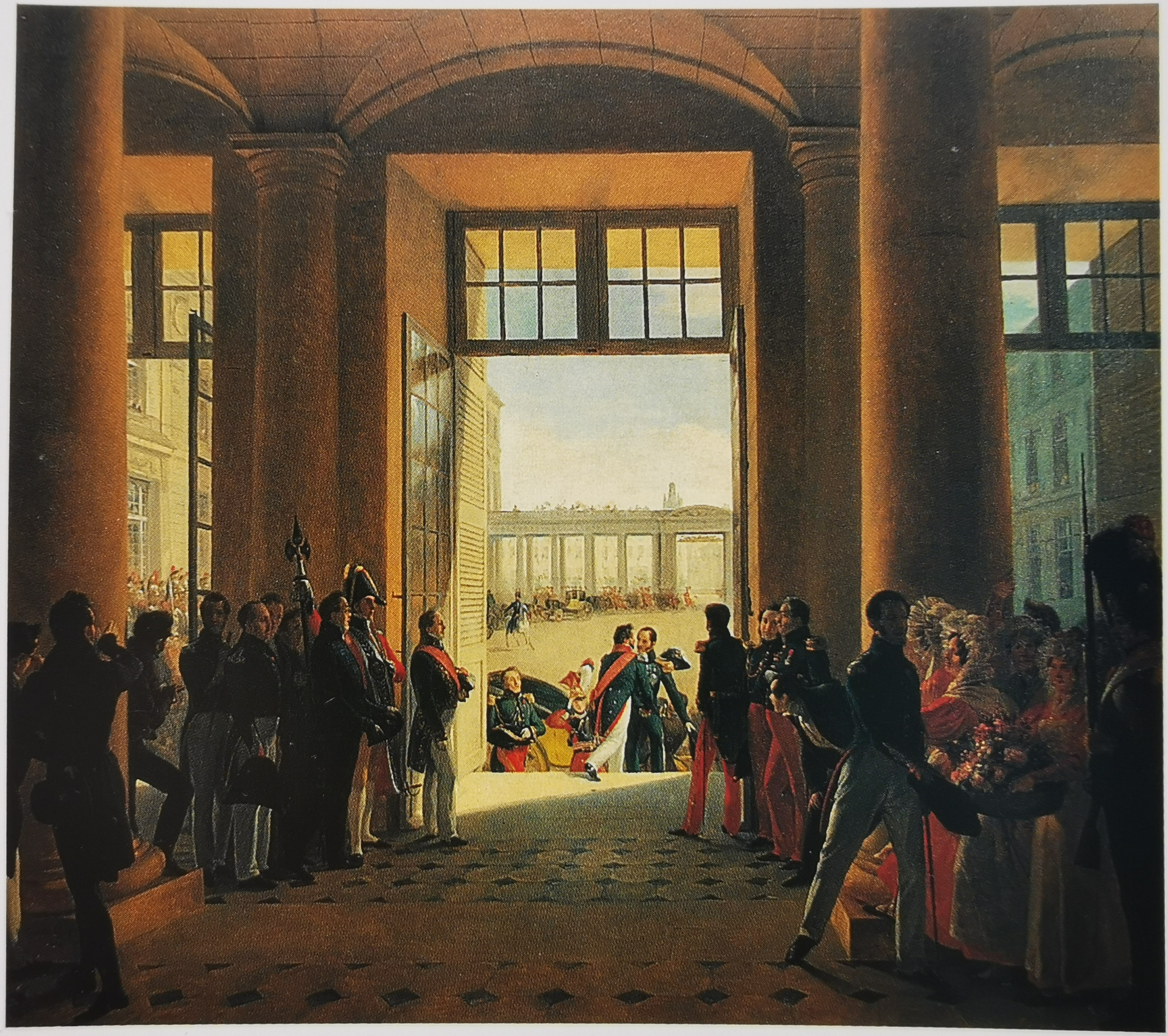
De ontvangst in Compiègne van koning Leopold I door koning Louis-Philippe (1832)
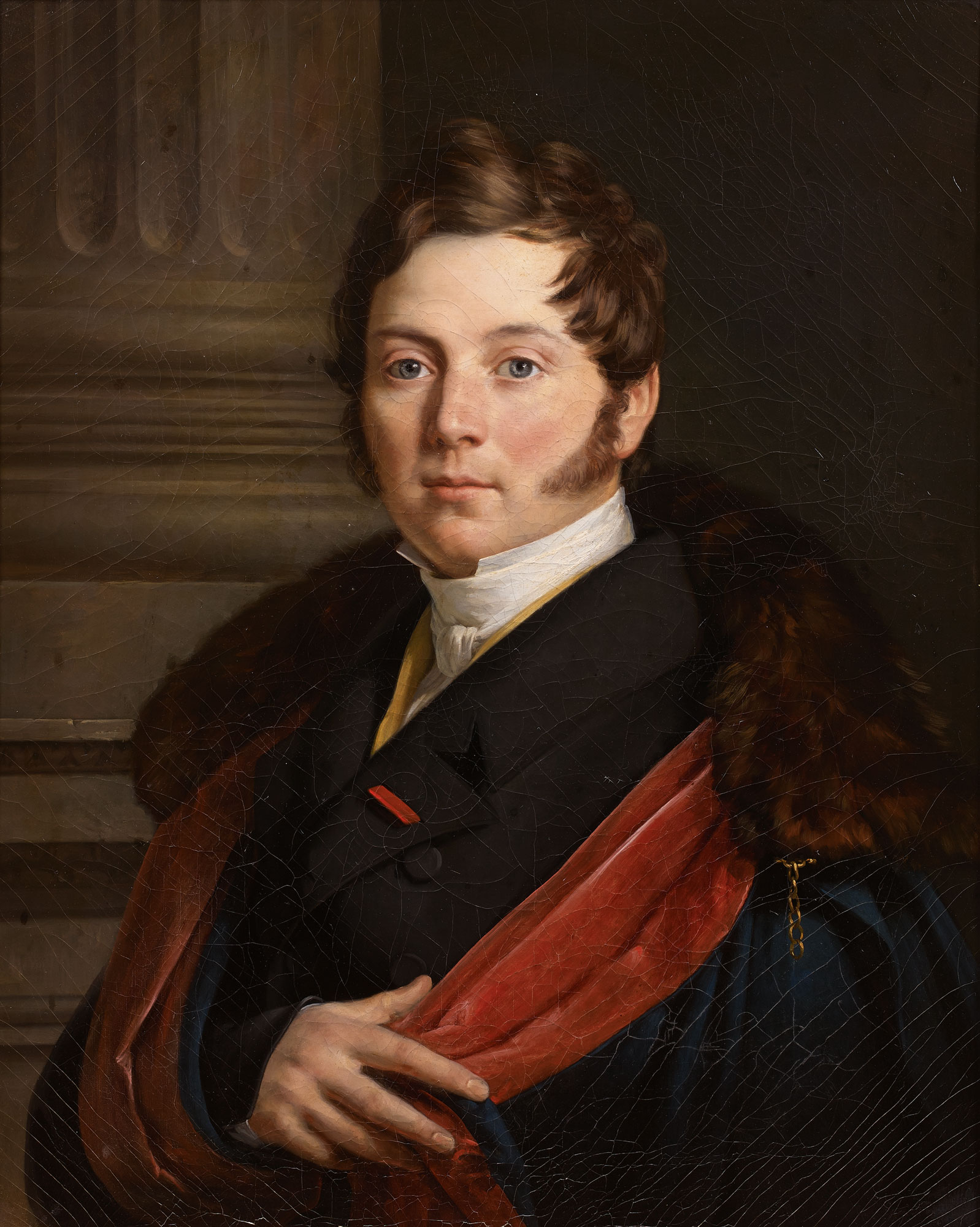
Prince de Craon (1824)